# Pushkin (cràter)
Pushkin és un cràter d'impacte en el planeta Mercuri de 232 km de diàmetre. Porta el nom del poeta rus Alexander Pushkin (1799-1837), i el seu nom va ser aprovat per la Unió Astronòmica Internacional el 1976.